# E902号線
E902号線 (E902ごうせん、英: European route E902) は、欧州自動車道路のBクラス幹線道路。全線がスペインにあり、ハエンとマラガを結ぶ。

## 経路

### 経過する主要都市
- スペイン
  - ハエン
  - グラナダ
  - E15号線 – モトリル
  - E15号線 – マラガ